# Перроне, Жан Родольф
Жан-Родольф Перроне (фр. Jean-Rodolphe Perronet; 25 октября 1708, Сюрен — 27 февраля 1794, Париж) — французский архитектор и инженер, создатель нового направления мостостроения. Строил мосты на дорогах Франции (наиболее известной работой стал мост Согласия, построенный в 1787 году). Кроме этого он активно преподавал, создал Национальную школу мостов и дорог.

## Биография
Родился 25 октября 1708 года в Сюрене, пригороде Парижа. Жан-Родольф Перроне был сыном солдата Швейцарской гвардии. В 17 лет поступил в ученики к главному архитектору Парижа — Жану Бозиру. Ему было поручено содержание пригородных дорог Парижа, работы на набережных рек, устройство парижской канализации.
С 1736 года Ж.-Р. Перроне назначен помощником архитектора города Алансон, в том же год вступает в корпус инженеров мостов и дорог. В городе Алансоне в 1737 году Перроне выполнил первую серьёзную самостоятельную работу — купола собора Нотр-Дам-де-Алансон
В 1756 году Ж.-Р. Перроне вступил в Академию архитектуры, в 1763 году назначен на должность главного инженера короля. С 1765 года Перроне принят во Французскую академию наук. С 1772 года работа инженера получила международное признание, Ж.-Р. Перроне был принят в Шведскую королевскую академию наук в качестве иностранного члена.
Жан-Родольф Перроне скончался 27 февраля 1794 года в возрасте 85 лет.

## Мостостроение
14 февраля 1747 года было оглашено решение короля Франции о назначении Перроне на руководство Королевским управлением дизайнеров. Задачей этой организации стала подготовка инженеров для строительства мостов и дорог, а также контроль за работой существующего инженерного состава.
Другим направлением работы управления являлось осуществление полного цикла планирования дорог от проекта до реализации и открытия с функциями контроля проведения работ на местах. Результатом работы Перроне в этой комиссии стали 2500 км дорог, которые были созданы или отремонтированы под его руководством в период между 1747 и 1791 годами.
Одним из серьёзных направлений деятельности Перроне стала подготовка кадров для строительства транспортных коммуникаций. Обучение корпуса инженеров потребовало создания нового учебного заведения, которым стала Национальная школа мостов и дорог, открытая в том же году. Первым местом, в котором проходила работа управления, являлся Hôtel Libéral Bruant. Перроне активно участвовал в обучении студентов и применял новаторские для своего времени методы обучения. Результатами этой работы по воспитанию новых мостостроителей являются проекты его учеников, которые позволили построить прогрессивные для своего времени конструкции, используя идеи Перроне. В этот период своей жизни Перроне активно общался со швейцарским мостостроителем Шарлем Лабели.
Важным направлением деятельности Ж.-Р. Перроне являлась разработка новых конструкций мостов. Эти конструкции позволили сделать прорыв в мостостроении за счёт изменения пологости моста с 1/3 и ширины опор от классических l/5 в сторону более тонких и лёгких конструкций. Первым серьёзным проектом такого типа стал мост Мост Нёйи, построенный в 1773 году. Каменный мост состоял из пяти пролётов по 39 м каждый, пологость моста составляла 1/8,5, при этом промежуточные опоры стали намного уже, ширина их опор равнялась l/9.
Сразу после строительства этой переправы Перроне создаёт проект нового моста Сен-Максанс через реку Уазу, который состоял из трёх пролётов по 23,4 м. Этот мост стал образцом для постройки мостов высокой пологости: 1/11,2; ширина опор моста составила l/10. На момент создания это была самая пологая арка в Европе; предыдущим рекордсменом был мост Понте-Веккио во Флоренции (f/l = 1/7,5), построенный за 430 лет до этого.
Вершиной карьеры архитектора стало конструирование пятипролётного моста Согласия через Сену в Париже. Этот мост не отличается максимальными значениями параметров, но при этом является серьёзным шагом вперёд в каменном мостостроении. Длина пролётов составляет 31,1 м, пологость свода составляет 1/8 при ширине моста 42 м. При этом на строительстве моста Согласия впервые был применён метод одновременного раскружаливания всех пяти арок, что позволило сократить ширину опор.
В своих проектах Ж.-Р. Перроне удалось вывести строительство каменных мостов на новый уровень, обозначить тенденцию развития каменного мостостроения. Одним из ключевых решений стало уменьшение размеров промежуточных опор каменных мостов. Это стало возможным из-за применения одновременного раскружаливания арок, что существенно снизило боковую нагрузку на опоры в процессе наведения моста. Снижение размеров опор и применение пологих арок позволило значительно снизить вес мостовых конструкций, что выявило новые возможности строительства. В частности это позволило строить пролёты большей длины, преодолевая более сложные водные преграды.
Ученики Ж.-Р. Перроне продолжали строить каменные мосты с рекордной для того времени пологостью. Это мост Немур, который переброшен через реку Луан в 1804 году, 1 = 12 м, f/l =1/15, а также мост Сент-Дие, построенный в 1821 году, 1 = 12 м, f/l = 1/17. Кроме этих выдающихся сооружений, по системе проектирования, предложенной Перроне, было построено много каменных мостов во всём мире. Примером может служить мост Кэбин-Джон в Вашингтоне; также существует мнение, что при создании типовых каменных мостов через Фонтанку в Санкт-Петербурге использовались труды Ж.-Р. Перроне.

## Память
- Именем Ж.-Р. Перроне названа улица в Париже[фр.].
- Ж.-Р. Перроне также установлен памятник на территории коммуны Нёйи-сюр-Сен, на острове Пюто[фр.], рядом с его мостом Нёйи[англ.][4].

## Публикации
Помимо работы в среде инженеров, Ж.-Р. Перроне активно работает в направлении популяризации технических знаний. Перроне пишет статьи о пожарном насосе в «Энциклопедии, или Толковом словаре наук, искусств и ремёсел». При написании этих статей он работал с редакторами Ж. Л. д’Аламбером и Дени Дидро.

## Работы
- 1750—1760: мост Георг V[фр.] в Орлеане.
- 1757—1765: мост в Манте.
- 1758—1764: мост в Трипоре[фр.].
- 1765—1786: мост в Шато-Тьерри.
- 1766—1769: мост Санкт-Эдн в Ножан-сюр-Сен.
- 1768—1774: мост Pont de Neuilly[англ.] в Нейи-сюр-Сен.
- 1770—1771: фонтан моста.
- 1774—1785: мост в Пон-Сент-Максанс через Уазу.
- 1775: сост в Bias Bicheret.
- 1776—1791 мост в Немуре.
- 1784—1787: мост в Брюнуа
- 1786—1787: мост в Rosoy.
- 1786—1791: мост Согласия в Париже.